# バハ・ベラパス県
バハ・ベラパス県（バハ・ベラパスけん、スペイン語: Departamento de Baja Verapaz）は、グアテマラ中部の県。県都はサラマである。
国鳥のケツァールをはじめ、絶滅が危惧される動植物を保護すべくマリオ・ダリー・ビオトペ保護区が設けられている。

## 下位行政区
県は下記の8市からなる（アルファベット順）。
- クブルコ市 (Cubulco)
- グラナドス市 (Granados)
- プルラ市 (Purulhá)
- ラビナル市 (Rabinal)
- サラマ市 (Salamá)
- サン・ヘロニモ市 (San Jerónimo)
- サン・ミゲル・チカイ市 (San Miguel Chicaj)
- サンタ・クルス・エル・チョール市 (Santa Cruz El Chol)